# 塞浦路斯银行
塞浦路斯银行（希臘語：Τράπεζα Κύπρου），为塞浦路斯最大的银行。2013年3月，该银行市值达3.5亿。
该银行贷款总额占国内市场的22.5%，存款总额占26.7%。塞浦路斯银行在塞浦路斯证券交易所上市，为该交易所市值最大的企业。